# Kanton Vihiers
Vihiers is een voormalig kanton van het Franse departement Maine-et-Loire. Het kanton maakte deel uit van het arrondissement Saumur.

## Geschiedenis
Op 22 maart 2015 werd het kanton opgeheven. Aubigné-sur-Layon en La Salle-de-Vihiers werden overgeheveld naar het kanton Chemillé-Melay, de overige gemeenten naar het kanton Cholet-2, dat daarvoor uitsluitend in het arrondissement Cholet lag en hierdoor nu over twee arrondissementen verdeeld is.
Op 12 december 2015 ging La Salle-de-Vihiers op in de commune nouvelle Chemillé-en-Anjou. Op 1 januari 2016 fuseerden Les Cerqueux-sous-Passavant, La Fosse-de-Tigné, Nueil-sur-Layon, Tancoigné, Tigné, Trémont en Vihiers tot de commune nouvelle Lys-Haut-Layon.

## Gemeenten
Het kanton Vihiers omvatte de volgende gemeenten:
- Aubigné-sur-Layon
- Cernusson
- Les Cerqueux-sous-Passavant
- Cléré-sur-Layon
- Coron
- La Fosse-de-Tigné
- Montilliers
- Nueil-sur-Layon
- Passavant-sur-Layon
- La Plaine
- Saint-Paul-du-Bois
- La Salle-de-Vihiers
- Somloire
- Tancoigné
- Tigné
- Trémont
- Vihiers (hoofdplaats)